# Verdel (Nebraska)
Verdel es una villa ubicada en el condado de Knox en el estado estadounidense de Nebraska. En el Censo de 2010 tenía una población de 30 habitantes y una densidad poblacional de 66,95 personas por km².

## Geografía
Verdel se encuentra ubicada en las coordenadas 42°48′41″N 98°11′36″O / 42.81139, -98.19333. Según la Oficina del Censo de los Estados Unidos, Verdel tiene una superficie total de 0.45 km², de la cual 0.45 km² corresponden a tierra firme y (0%) 0 km² es agua.

## Demografía
Según el censo de 2010, había 30 personas residiendo en Verdel. La densidad de población era de 66,95 hab./km². De los 30 habitantes, Verdel estaba compuesto por el 100% blancos, el 0% eran afroamericanos, el 0% eran amerindios, el 0% eran asiáticos, el 0% eran isleños del Pacífico, el 0% eran de otras razas y el 0% pertenecían a dos o más razas. Del total de la población el 0% eran hispanos o latinos de cualquier raza.